# Yapacaní
Yapacaní è un comune (municipio in spagnolo) della Bolivia nella provincia di Ichilo (dipartimento di Santa Cruz) con 44.189 abitanti (dato 2010).

## Cantoni
Il comune è formato dall'unico cantone omonimo suddiviso in 69 subcantoni.